# Brnakot
Brnakot (en arménien Բռնակոթ) est une communauté rurale du marz de Syunik en Arménie. En 2011, elle compte 2 152 habitants.

## Géographie

### Situation
Brnakot est située à 7 km de Sisian et à 111 km de Kapan, la capitale régionale.

### Topographie
L'altitude moyenne de Brnakot est de 1 700 m.

### Territoire
La communauté couvre 7 281 hectares (72,81 km2), dont :
- 6 781 ha de terrains agricoles ;
- 23 ha de terrains industriels ;
- 3 ha alloués aux infrastructures énergétiques, de transport, de communication, etc. ;
- 9 ha d'aires protégées ;
- 22 ha d'eau[3].

## Politique
Le maire (ou plus correctement le chef de la communauté) de Brnakot est depuis 2005 Atom Arakelyan.
| Début | Fin      | Nom            | Parti          |
| ----- | -------- | -------------- | -------------- |
| 2005  | 2008     | Atom Arakelyan | Sans étiquette |
| 2008  | 2012     | Atom Arakelyan | Sans étiquette |
| 2012  | En cours | Atom Arakelyan | Sans étiquette |

## Économie
L'économie de la communauté repose principalement sur l'agriculture.

## Démographie
| 2001  | 2008  | 2011  |
| ----- | ----- | ----- |
| 2 103 | 2 386 | 2 152 |